# Stazione di Villa Augustea
La stazione di Villa Augustea (già Mercato Vecchio) è una stazione della ferrovia Circumvesuviana, sita nel comune di Somma Vesuviana.
Si trova sulla ferrovia Napoli-Ottaviano-Sarno.

## Storia
Inaugurata dopo il 1938, fino al 25 luglio 2016 la stazione era chiamata Mercato Vecchio, dovuto alla vicina località che nella zona a monte della ferrovia è stata ormai inglobata dall'area urbana del capoluogo comunale, mentre a valle conserva l'aspetto tipico della campagna vesuviana.
Dal 25 luglio 2016 la sua denominazione è stata mutata in Villa Augustea, dovuta alla vicinanza con una villa romana del II secolo, situata in località Starza della Regina.

## Strutture e impianti
La fermata, posta sull'unico binario, ospita la banchina, alla quale si accede dal contiguo passaggio a livello, e una piccola biglietteria/sala passeggeri.

## Movimento
Il movimento passeggeri, costituito soprattutto da studenti e lavoratori pendolari, è notevolmente cresciuto agli inizi del XXI secolo, in coincidenza alla forte urbanizzazione.